# إن آي ملتي سيم
إن آي ملتي سيم (بالإنكليزية: NI Multisim) -(ملتي سيم MultiSIM سابقًا)- هو برنامج محاكاة تخطيطي إلكتروني وهو جزء ضمن مجموعة برامج تصميم الدوائر الكهربائية، جنبًا إلى جنب مع إن آي آلتي بورد NI Ultiboard. ملتي سبم هو أحد برامج تصميم الدوائر القليلة التي تستخدم محاكاة البرامج الأصلية المعتمدة على برنامج سبايسBerkeley. ملتي سبم أنشأته في الأصل شركة تسمى Electronics Workbench Group، والتي أصبحت الآن قسمًا من ناشيونال إنسترومينتس National Instruments. يشتمل ملتي سبم على محاكاة المتحكمات الدقيقة (المعروفة سابقًا باسم MultiMCU)، بالإضافة إلى ميزات الاستيراد والتصدير المتكاملة إلى برنامج تخطيط لوحات الدوائر المطبوعة في مجموعة البرامج، NI Ultiboard .
يستخدم ملتي سبم على نطاق واسع في الأوساط الأكاديمية والصناعية لتعليم الدوائر والتصميم التخطيطي الإلكتروني ومحاكاة الخاصة بسبايس SPICE.

## تاريخ
كان يُطلق على ملتي سبم Multisim في الأصل إلكترونيك ووركب بنش Electronics Workbench وأنشأته شركة تسمى Interactive Image Technologies. في ذلك الوقت، استُخدِم بشكل أساسي كأداة تعليمية لتعليم فني الإلكترونيات وبرامج هندسة الإلكترونيات في الكليات والجامعات. لقد حافظت National Instruments على هذا الإرث التعليمي، مع إصدار محدد من Multisim مع ميزات طورتها لتعليم الإلكترونيات.
في عام 1999، تم دمج Multisim مع Ultiboard بعد دمج الشركة الأصلية مع Ultimate Technology، وهي شركة برمجيات PCB.
في عام 2005، استحوذت مجموعة National Instruments Electronics Workbench Group على Interactive Image Technologies وأُعيد تسمية Multisim إلى NI Multisim.

## روابط خارجية
- الموقع الرسمي
- National Instruments Circuit Design Community Circuit مدونة ومجتمع لمشاركة المكونات والنماذج وآثار الأقدام
- رابط التنزيل لـ NI Multisim يسمح بتقييم البرنامج لمدة 30 يومًا
- مقدمة عن الالتقاط التخطيطي المتعدد الصور ومحاكاة التوابل
- الشروع في العمل مع NI Ultiboard